# Museo archeologico nazionale di Adria
Il Museo archeologico nazionale di Adria è un museo con sede ad Adria, in via Giacomo Badini, sede museale inaugurata nel 1961. Conserva reperti provenienti dalla collezione della famiglia Bocchi e dalle aree archeologiche di epoca preromana (soprattutto testimonianze del primo emporio greco e della conseguente città etrusca) e romana scoperte nei dintorni della città.
Dal dicembre 2014 il Ministero della Cultura lo gestisce tramite la Direzione Regionale Musei del Veneto (Direzione regionale Musei).

## Storia

### Origini
Nei primi anni del Novecento, l'amministrazione del comune di Adria decise di acquistare dalla famiglia Bocchi i documenti, manoscritti, reperti archeologici e tutto ciò che altro riuscirono a raccogliere per i loro studi incentrati sulla storia della città raccolti tra il XVIII e il XIX secolo ad opera di Ottavio (1697-1749), Francesco Girolamo (1748-1810) e Francesco Antonio (1828-1888).L'idea di allestire un museo domestico da rendere visitabile agli appassionati di antichità fu di Francesco Girolamo Bocchi, che dal 1787 iniziò a registrare i nomi dei visitatori. Tra gli ospiti spiccano gli arciduchi d'Austria, Francesco Carlo con la moglie Sofia di Baviera, e Theodor Mommsen, celebre epigrafista tedesco. Francesco Antonio Bocchi, in seguito alla nomina come Ispettore agli Scavi e Rinvenimenti del Polesine, intraprese gli scavi dove oggi sorge il museo, recuperando reperti etruschi e romani.

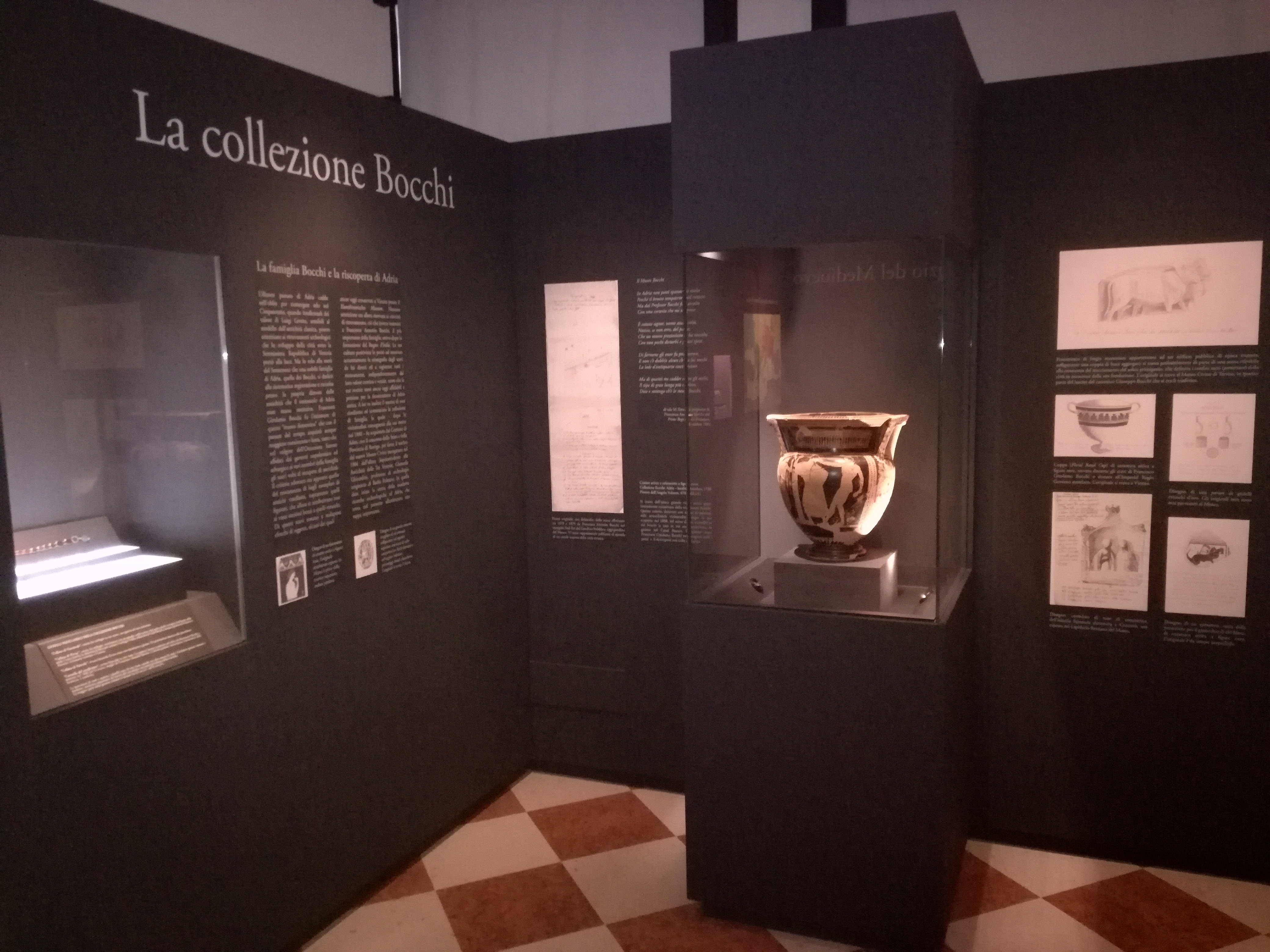
Sezione del Museo Archeologico Nazionale di Adria dedicata alla collezione Bocchi.

Acquisito il materiale, il comune predispose l'istituzione, nel 1903 di una nuova struttura museale, il nuovo Museo Civico, aperto al pubblico nel 1904. La sede, situata nelle scuole elementari di via Felice Cavallotti, si rivela ben presto inadeguata e nel 1927, allo scopo di collocare più degnamente il Museo Civico, l'avvocato Giuseppe Cordella dona al comune di Adria il piano terreno e il piano nobile del palazzo di famiglia affacciato sul corso Vittorio Emanuele (attualmente sede degli uffici dell'amministrazione comunale) e nel 1934 si realizza il trasloco del materiale dalle scuole elementari a palazzo Cordella. Con l'acquisizione del copioso materiale che negli anni tra il 1938 e il 1940 viene raccolto nella grande necropoli preromana e romana individuata durante i lavori di nuova inalveazione del Canalbianco, il soprintendente alle Antichità del Veneto, professor Brusin, comincia a pensare alla necessità di una nuova sede. Nel frattempo, il museo attraversa prima la fase critica del secondo conflitto mondiale, quando i reperti vengono imballati e spediti a Venezia, luogo ritenuto più sicuro, rientrando al termine della guerra senza aver subito danni; poi il momento dell'alluvione del novembre del 1951, che causa l'allagamento del lapidario al pian terreno, prontamente sgomberato dall'acqua già la mattina seguente la notte dell'onda di piena. Tra il 1956 e il 1957, si afferma definitivamente l'idea di una nuova sede, costituita da un nuovo edificio appositamente progettato dall'architetto Giambattista Scarpari e ubicata nel giardino pubblico antistante l'ingresso dell'Ospedale Civile, in un terreno che per l'occasione il Consiglio comunale delibera di donare allo Stato.

### Sede
Nella primavera del 1958 viene posto il cantiere che dà inizio ai lavori e che ricorre all'utilizzo di operai disoccupati del posto. Dopo oltre tre anni e molte difficoltà, nel luglio del 1961 si effettua il trasferimento dei reperti nella nuova struttura e l'approntamento dell'apparato espositivo, che porta, il 17 settembre dello stesso anno e in occasione delle celebrazioni per il centenario dell'Unità d'Italia, all'inaugurazione del nuovo Museo Civico. Un'ulteriore deliberazione del Consiglio comunale del marzo 1962, conferma la donazione allo Stato del terreno su cui sorge il Museo, e nel gennaio 1969 l'Ufficio Tecnico Erariale sancisce la formale presa in carico da parte dell'Amministrazione Statale del terreno e dell'edificio. Il 1º febbraio 1972 il Ministro della Pubblica Istruzione, come ultimo atto formale, decreta l'istituzione del Museo Archeologico Nazionale di Adria

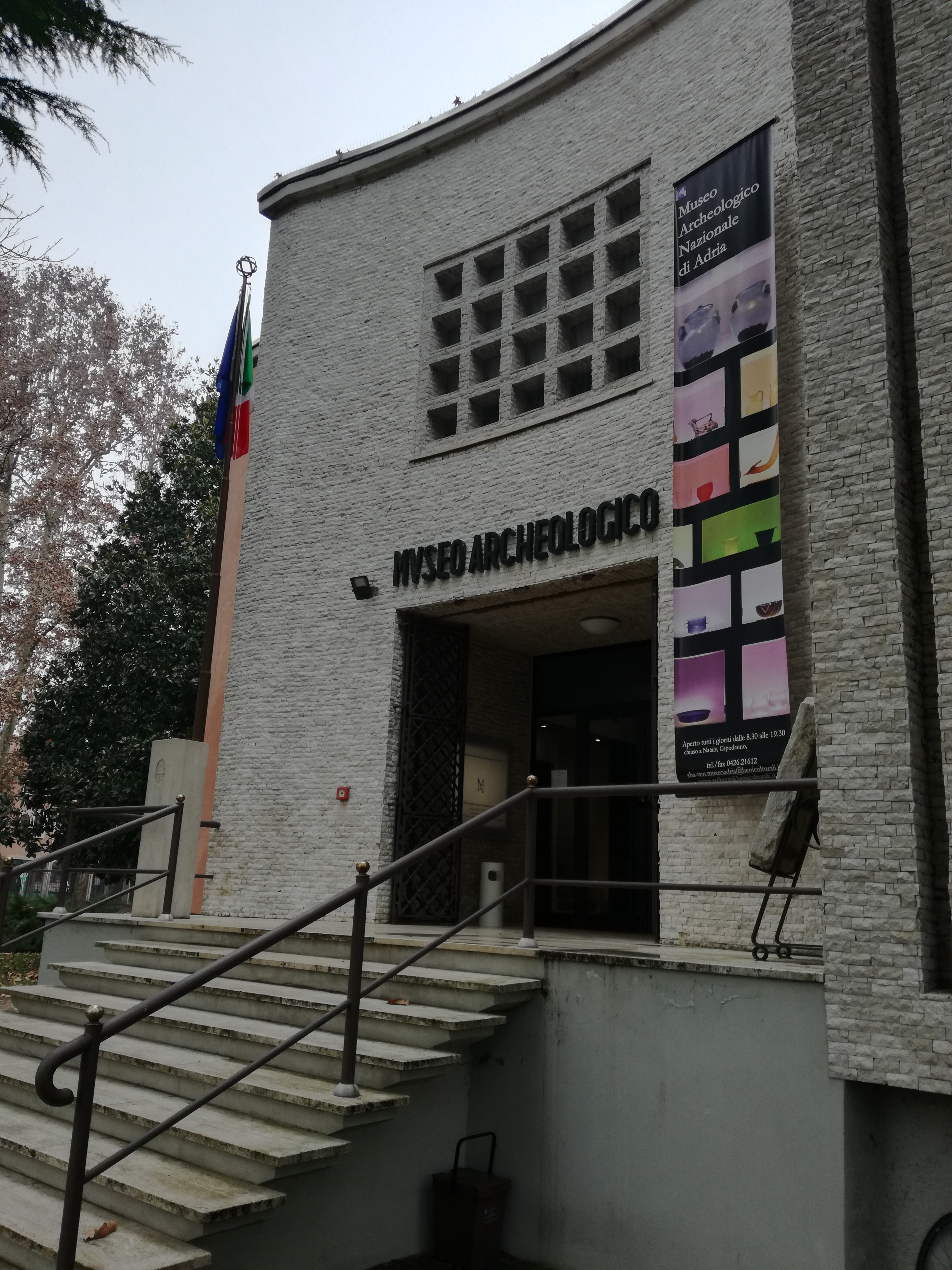
Entrata del Museo Archeologico Nazionale di Adria.

A partire dal 2002 si è dato corso a un radicale lavoro di riallestimento che si è integrato all'aggiunta di una nuova ala del museo. L'intervento, compiutamente realizzatosi nel luglio del 2009, offre un percorso di visita che, a partire dal primo piano, in cui sono esposti i contesti abitativi e di necropoli dal VI agli inizi del II secolo a.C., prosegue scendendo al piano rialzato, occupato dalle testimonianze d'epoca romana e alto medievale. Questi interventi sono stati realizzati anche grazie ai fondi del Gioco del Lotto, in base a quanto regolato dalla legge 662/96.
A partire dal 2001 la Soprintendenza per i Beni Archeologici del Veneto ha avviato un rinnovamento della struttura, con l'obbiettivo di ultimare il progetto entro il 2007. I lavori di ampliamento, iniziati nell'aprile del 2003, hanno richiesto una laboriosa fase di progettazione: è stato necessario imballare ed accatastare gli oltre 60000 reperti presenti all'interno del museo e predisporre un programma di ristrutturazione che garantisse le condizioni di sicurezza del materiale archeologico. I lavori edilizi, sospesi in estate a causa del rilevamento di stratigrafie antiche più consistenti del previsto, si sono conclusi con la cerimonia di inaugurazione del 25 settembre 2004. Per l'occasione, il museo è stato parzialmente riaperto al pubblico con una mostra temporanea intitolata "Cibi e bevande nel Veneto antico" e con l'esposizione della Tomba della Biga, completamente restaurata.
La ristrutturazione ha trasformato l'edificio: articolato su tre piani, in origine era costituito da tre corpi di fabbrica disposti ortogonalmente tra loro sui lati ovest, nord ed est, così da dar luogo ad un chiostro quadrato interno dotato di un piccolo giardino. Il fronte sud era costituito da un corpo di fabbrica più piccolo, adibito all'esposizione della Tomba della Biga, e da un muro che chiudeva il quarto lato del portico. I lavori di ampliamento hanno realizzato, lungo il lato sud, un nuovo corpo di fabbrica a tre piani che permette il collegamento ad anello dei lati ovest ed est. Il nuovo volume meridionale, a sviluppo curvilineo, si stacca dalla geometria del fabbricato originario andando a definire due fronti sfalsati simili a vele tese. La continuità con l'edificio preesistente è stata affidata ai materiali, in particolar modo alla scelta di mattoni con zoccolo di rivestimento in pietra usati nel parametro murario del prospetto sud. La parte superiore del prospetto, in mattoni faccia a vista, risulta caratterizzato da un leggero motivo decorativo ottenuto con l'inserimento ritmato di un elemento di laterizio tagliato di un quarto. L'utilizzo di mattoni comuni, prodotti da una fornace tradizionale, deriva dalla necessità di accordarsi con il faccia a vista preesistente. Gli attacchi del nuovo corpo di fabbrica all'edificio originale, sono realizzati con dei segmenti di "facciata-giunto" posti ortogonalmente o inclinati, arretrati rispetto alla struttura e con prevalenza di aperture. Nell'angolo sud-est lo sviluppo della curva si chiude con una “facciata-giunto” di raccordo con il lato est. Il suo prospetto riprende il motivo architettonico preesistente del fronte principale del museo sul lato ovest, riproponendone il doppio ordine di finestre. Il nuovo fronte sud si presenta compatto e con poche aperture, a causa della necessità di ricevere un modesto apporto di luce naturale negli spazi interni. Il museo risulta rinnovato anche negli aspetti funzionali e distributivi: sono state rafforzate le condizioni di sicurezza dei locali adibiti a deposito ed i magazzini al piano seminterrato, precedentemente di 545 m², sono stati ampliati ad 800 m².

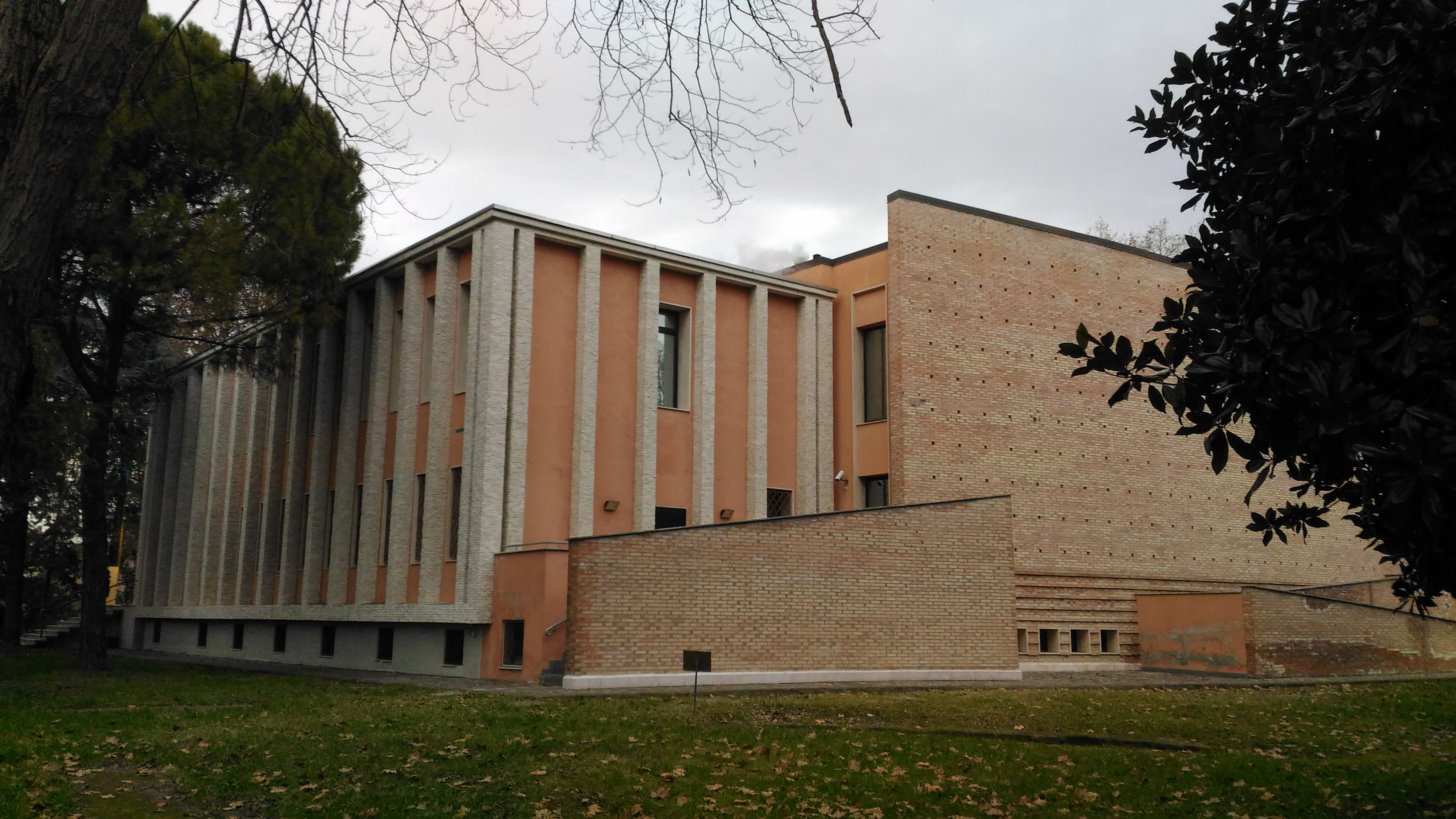
Esterno del Museo Archeologico Nazionale di Adria.

Con l'accorpamento, sul lato ovest, di uffici e servizi si è realizzata la distinzione tra spazi funzionali e zona espositiva riservata al pubblico. Nel lato sud è stato collocato il laboratorio di restauro, mentre la restante superficie del medesimo lato ed i lati nord ed est sono stati interamente dedicati alla sezione romana, con una superficie complessiva di 632 m². Il primo piano, in precedenza di 322 m², ora raggiunge 551 m² riservati alle esposizioni preromane. Sul lato ovest è rimasta inalterata la sala per le mostre temporanee, mentre nell'angolo sud-ovest sono stati creati nuovi servizi igienici per il pubblico e l'aula didattica. Nell'angolo sud-ovest, una nuova scala realizza il collegamento tra il piano rialzato ed il primo e sottolinea la transizione tra la fase etrusca e la fase romana del territorio.
L'edificio contenente la Tomba della Biga ha subito un importante intervento di ristrutturazione: l'angolo del fabbricato è stato arrotondato verso il chiostro, mentre il tetto, prima a tre falde, è stato trasformato in solaio piano a terrazza. Per renderlo più fruibile, anche il ballatoio del piano è stato oggetto di modifiche.
Gli spazi interni dell'edificio hanno ricevuto molta attenzione, in particolare i controsoffitti in gesso armato a sezione composta diversa in base al succedersi delle sale. Un sistema misto di volte ribassate, piani inclinati e retti, ha permesso di accogliere sia la rete di distribuzione degli impianti elettrici e speciali, sia i canali del condizionamento, limitando la riduzione dell'altezza utile degli ambienti. Con il rinnovamento sono stati curati anche gli aspetti tecnologici: il museo è dotato di un sistema di controllo globale (BUS) di tutti gli impianti, gestito da un software con videografica, che permette la gestione integrata dell'impianto di illuminazione, dell'impianto di climatizzazione, dell'impianto antintrusione e degli impianti antincendio e rivelazione fumi. Il sistema permette l'autodiagnosi dello stato di efficienza e funzionamento delle apparecchiature, nonché l'immediata segnalazione di ogni emergenza con l'individuazione del punto di allarme sulle planimetrie del museo.

## Collezione
Il museo si articola in 11 sezioni:

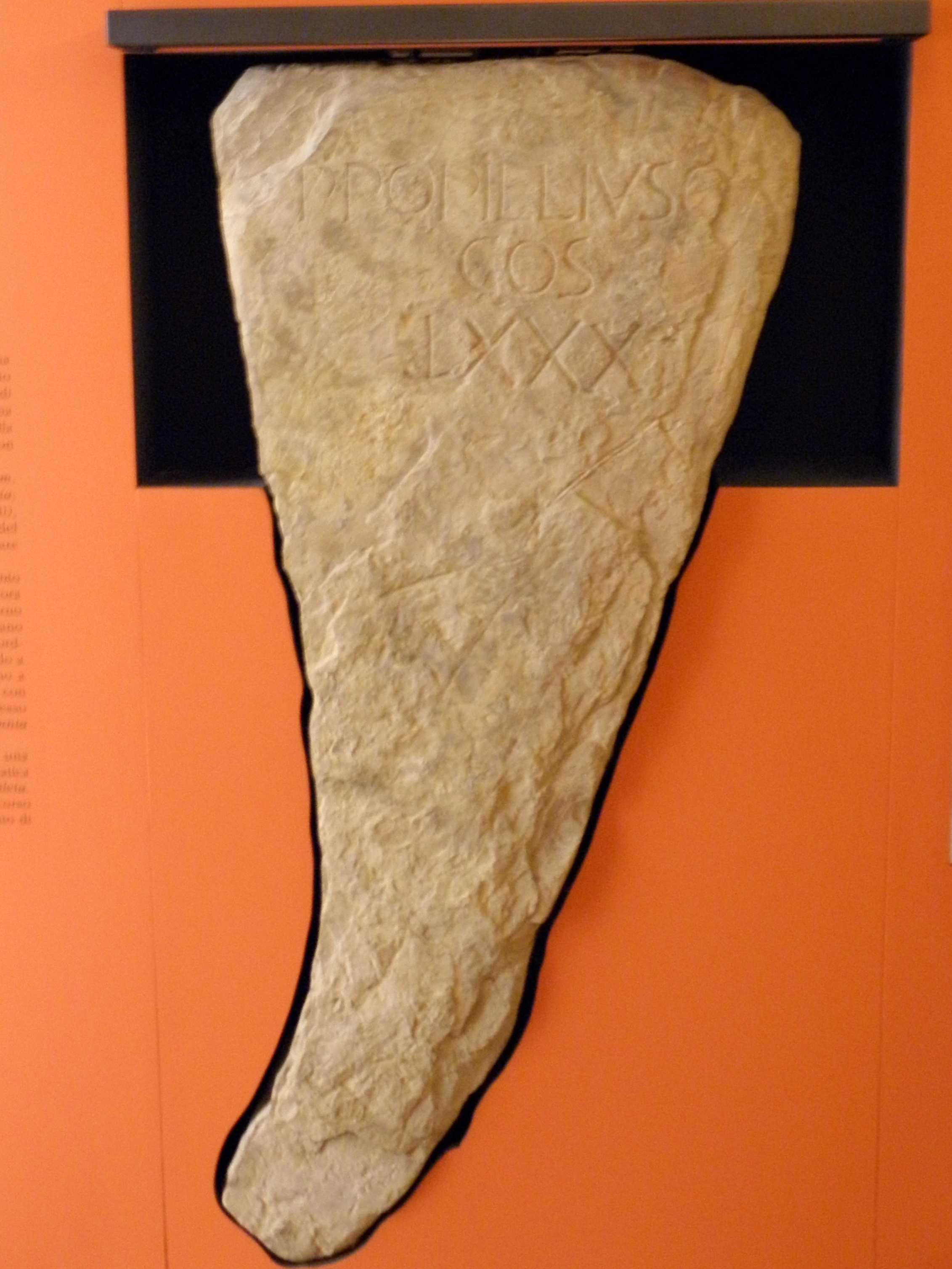
La pietra miliare romana riferita alla via Popilia-Annia fatta realizzare dal console Publius Poppilius Laenas nel 132 a.C. conservata nel museo.

1. Adria etrusca e il suo territorio dalla nascita alle caratteristiche dell'abitato.
2. le sepolture di età arcaica e età classica, tra VI e IV secolo a.C.
3. Adria nel III secolo a.C.; i cambiamenti nella vita quotidiana
4. le sepolture del III secolo a.C. (la tomba della biga)
5. Adria e il suo territorio in età di romanizzazione (dal II al I secolo a.C.), testimonianze dal centro abitato e dalle sepolture
6. Adria in età imperiale: lo sviluppo della città
7. le necropoli di età imperiale
8. il lapidario
9. il territorio: Corte Cavanella di Loreo e San Basilio di Ariano nel Polesine
10. Adria tra Tardoantico e Medioevo e l'opera di ricerca della famiglia Bocchi ad Adria.

### Allestimento museale
Il nuovo ordinamento dei reperti segue un ordine cronologico,  partendo dal primo piano con l'età del ferro e giungendo al piano rialzato con l'età romana. Tra gli elementi che fanno parte dell'allestimento è possibile citare alcune testimonianze preistoriche di Adria, accenni all'età del bronzo finale, testimonianze ed illustrazioni degli elementi salienti del centro urbano della città nel corso del VI secolo a.C. Particolare importanza è stata attribuita alla presentazione dei reperti che ricordano il carattere multietnico del porto, che ha risentito dell'influenza greca, veneta e soprattutto etrusca, prevalente nei decenni a cavallo tra il VI ed il V secolo a.C.

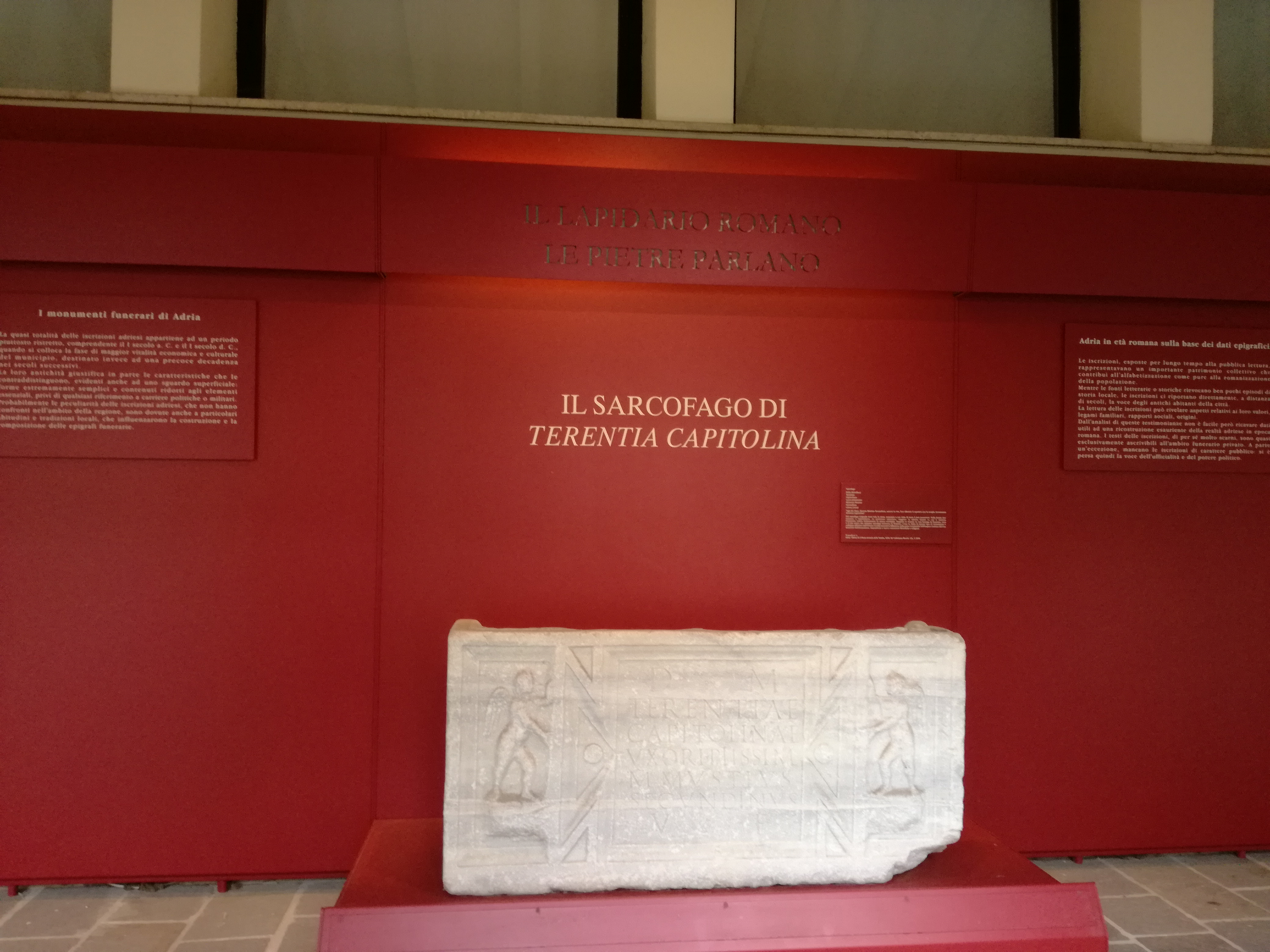
Sarcofago di Terentia Capitolina collocato nel lapidario romano del Museo.

Il museo ha provveduto all'esposizione integrale di tutte le sepolture della fase arcaica e classica, che rappresentano i ritrovamenti più importanti effettuati ad Adria negli ultimi decenni, nonché di quelle risalenti al IV secolo. La nuova parte meridionale del primo piano è stata dedicata al III secolo a.C, epoca documentata da sepolture selezionate, mentre un ballatoio consente la visione dall'alto della Tomba della Biga, che rappresenta uno degli elementi specifici del museo. Al di sotto della scala ellissoidale è possibile trovare numerose anfore greco-italiche e le prime anfore romane di età repubblicana: questa sezione introduce l'argomento dell'arrivo dei Romani in Polesine nel corso del II secolo a.C, che ha comportato interventi territoriali di notevole entità come la stesura della Via Annia e della Via Popilia. Nel braccio orientale viene dato spazio all'Adria dell'età imperiale romana, di cui si conservano pochi resti architettonici a causa dell'attività di spoglio degli edifici attuata nel Medioevo e nelle età successive. I reperti mobili, al contrario, sono molto numerosi e tra questi spiccano pregiati vasellami di vetro. Nel braccio settentrionale sono presentate le ville rustiche di San Basilio di Ariano Polesine e di Corte Cavanella di Loreo, il cui arco di esistenza copre tutta l'età imperiale romana. Una piccola sezione è stata dedicata anche all'Adria compresa tra la fine del mondo antico e l'inizio dell'alto Medioevo. Il museo, infine, ha optato per evidenziare la fortuna archeologica della città tra Cinquecento e Ottocento, mettendo in risalto il ruolo della famiglia Bocchi nella salvaguardia e nella documentazione del passato di Adria.

### Sezione etrusca: Adria e il Basso Polesine tra i secoli VI e III a.C
Le testimonianze dell'antica età del bronzo si concentrano nell'alto Polesine. In questa prima fase il villaggio più importante è quello di Canar di Castelnovo Bariano. Nelle due fasi successive gli insediamenti aumentano raggiungendo l'apice nell'età del bronzo recente. In questa epoca gli insediamenti si diffondono anche nel medio e basso Polesine e lungo l'attuale provincia di Rovigo.

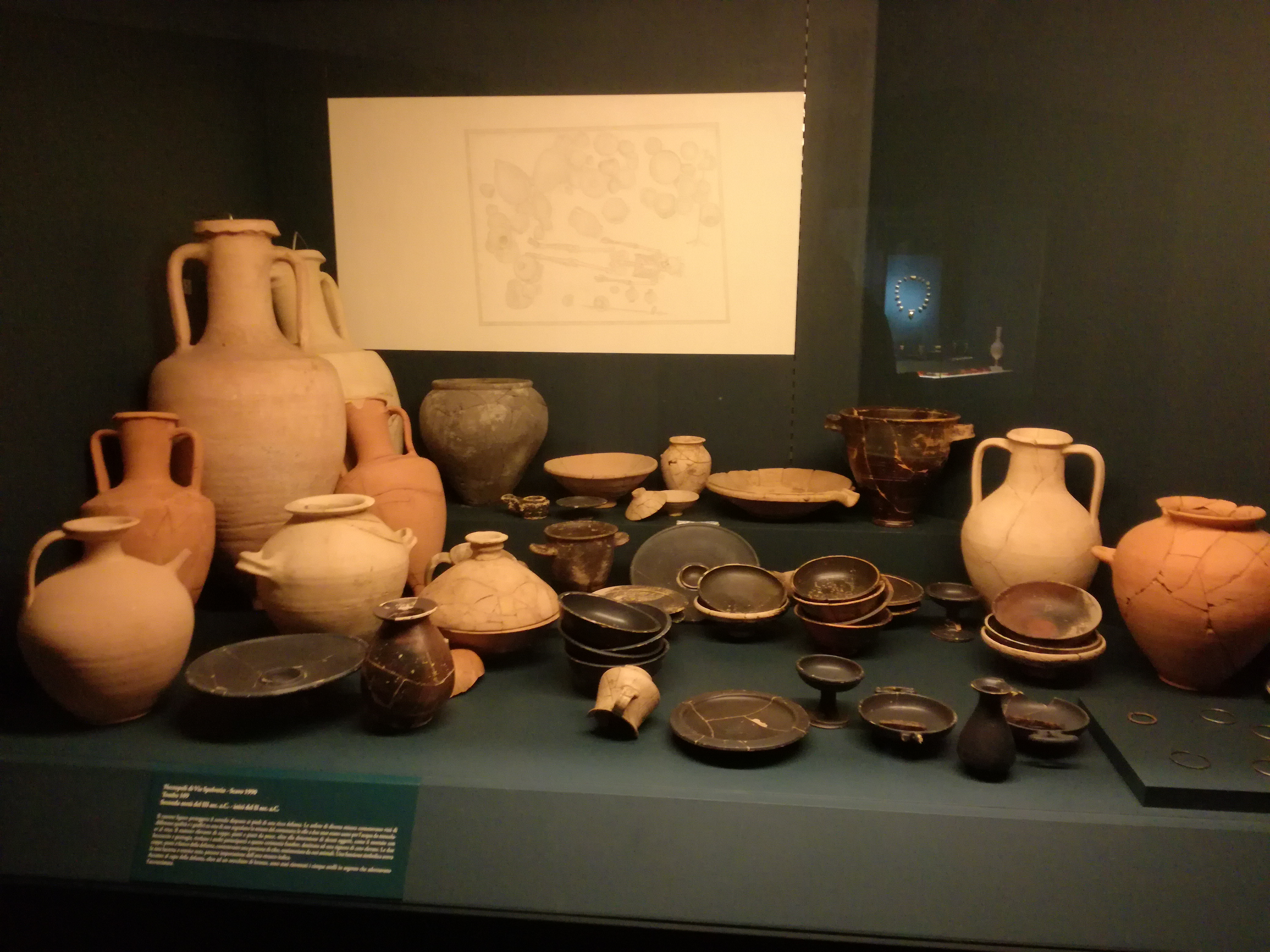
Una delle innumerevoli tombe esposte nella sezione etrusca del Museo.

Nei secoli tra il II e il I millennio a.C. l'aspetto culturale e insediativo del Polesine cambiò drasticamente. Nacquero nuovi centri abitati in posizioni strategiche per i commerci, il più importante fu Frattesina di Fratta Polesine. Esso rappresentò un polo di scambi di livello continentale. Con gli inizi dell'età del ferro Frattesina e gli altri insediamenti polesani furono abbandonati per sempre. Nei primi secoli del I millennio a.C. si costituirono le città stato chiamate poleis, ma a causa di una scarsa produzione agricola, iniziò un grande flusso migratorio che portò molti Greci ad abbandonare le città in cerca di nuove terre fertili. La cultura, la lingua e le merci elleniche ebbero una diffusione senza precedenti, i traffici commerciali crebbero in tutto il Mediterraneo a vantaggio, oltre che dei greci, degli altri popoli navigatori e colonizzatori. All'inizio dell'età del ferro il mare Adriatico venne percorso dagli indigeni della Daunia, traccia materiale di queste loro frequentazioni sono i vasi a decorazione geometrica usati come merce di scambio. Traccia immateriale sono i luoghi di culto dell'eroe greco Diomede. L'isola di Corfù fu sede di una colonia di Corinto già nell'VIII secolo a.C. Con la testimonianza dei pochi frammenti ceramici dell'età del bronzo di Adria, possiamo dedurre che il Delta del Po non ospitò insediamenti fino agli inizi del VI secolo a.C.

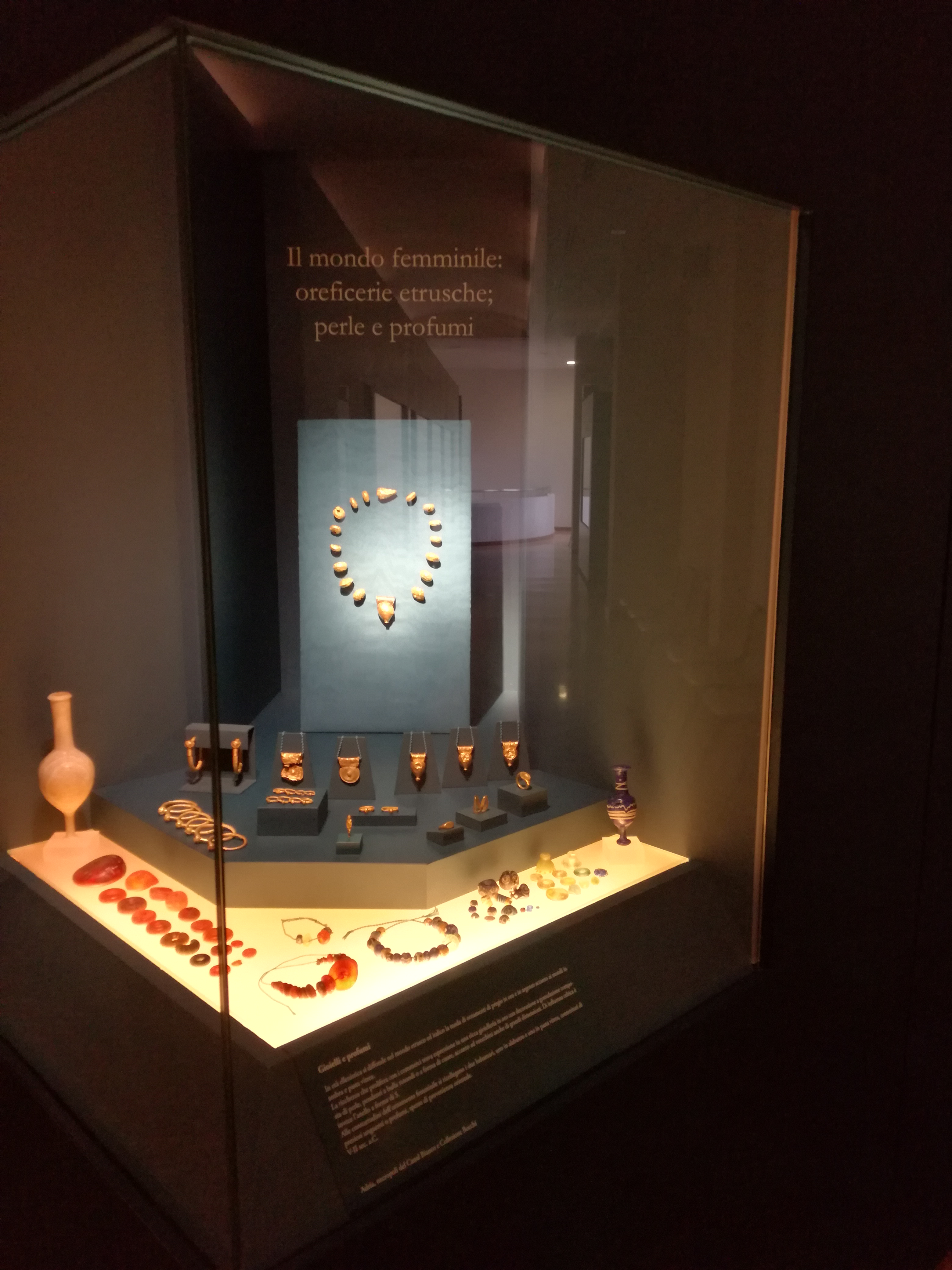
Reperti in oro, ambra e pasta vitrea nella sezione etrusca del Museo.

Nella seconda metà del VI secolo a.C. nella parte meridionale del Delta fu fondata Spina, e verso la fine del secolo nacquero altri insediamenti etruschi. All'inizio del VI secolo a.C. contemporaneamente ad Adria, si sviluppa nel Delta del Po un importante insediamento commerciale e artigianale situato nelle campagne dell'odierna frazione di San Basilio nel comune di Ariano Polesine. Adria occupava l'area a sud del vecchio corso del Po di Adria. L'abitato fu organizzato secondo una maglia regolare, ortogonale di isolati separate da strade o da canali orientati verso i punti cardinali. Un piccolo gruppo di iscrizioni graffite sulle pareti di vasi attici ritrovati ad Adria, documenta la presenza stabile di individui provenienti dall'isola greca di Egina. I documenti egineti sono vasi “parlanti” che dichiarano il nome del proprietario o di dediche votive ad Apollo o Iride. Grazie ad alcune iscrizioni graffite su vasi di produzione etrusca degli inizi del V secolo a.C. sappiamo della presenza ad Adria di tre personaggi che si affermarono come dominatori della città, provenienti da Volsinii Veteres (attuale Orvieto). 
Secondo le tradizioni del popolo, gli etruschi ad Adria erano anche artigiani che lavoravano bronzo, ceramica e vasi a figure nere. Con il termine “ceramica attica” si intende la ceramica prodotta ad Atene a partire dal VII secolo a.C. Straordinaria soprattutto per l'inventiva profusa nella decorazione figurata ebbe un successo senza confini, sbaragliando sui mercanti la concorrenza corinzia. Epicentro dell'attività produttiva fu il ceramico di Atene. I vasi venivano foggiati sul tornio veloce, corpo e piede venivano lavorati separatamente e poi uniti insieme. Una volta essiccato il vaso poteva essere decorato. Il pigmento usato dai ceramisti per ottenere figure o sfondi di un nero brillante viene chiamato impropriamente “vernice”. Le figure nere venivano disegnate con una punta sottile e campite di pigmento, quelle rosse venivano definite con una linea di contorno tracciata con un pennello imbevuto di pigmento. I vasi infine venivano sistemati nella fornace per la cottura. 

I corredi funerari sono rarissimi, dai pochi ritrovati non sembra esserci un unico criterio compositivo nella seconda metà del VI secolo a.C.

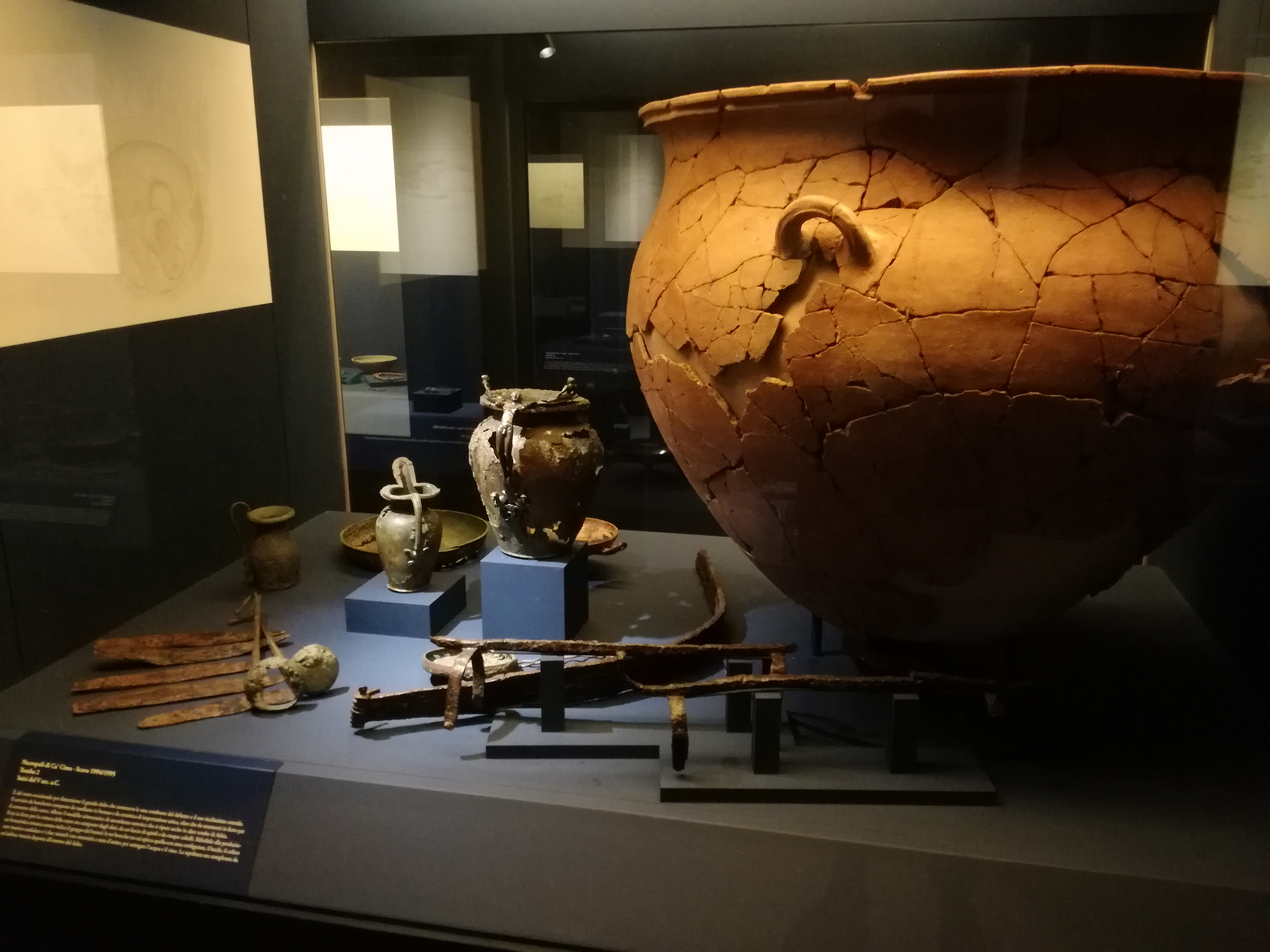
La tomba del grande dolio nella sezione etrusca del Museo.

Nel secolo successivo appare invece ben definita la differenza tra corredi maschili e femminili. Un altro gruppo di tombe meno facilmente inquadrabile è ben documentato nella seconda metà del V secolo e nel secolo successivo, caratterizzata dalla presenza di ceramica attica.Nel IV secolo a.C. molte cose cambiarono in Italia e nel Mediterraneo con l'affermarsi di una nuova potenza, la Macedonia. Con Alessandro Magno e le sue conquiste, la cultura greca si insediò in tutto il Mediterraneo centro-orientale fino nel cuore del Medio Oriente, dando vita a una nuova civiltà globale, l'ellenismo. In Italia l'Etruria Padana venne totalmente sconvolta da ondate migratorie provenienti da nord-ovest, mentre in Italia centrale una nuova potenza iniziò ad affermarsi, Roma. Nel III secolo a.C. l'Italia settentrionale visse intense migrazioni da terre in balia di eventi bellici, ma Adria non patì alcuna conseguenza negativa. Anzi la documentazione mostra come in questo periodo Adria sia rinata di un nuovo splendore con un'espansione demografica senza precedenti. Le attività commerciali e artigianali rifiorirono creando una solida e diffusa ricchezza.I corredi funerari di quest'epoca risultano composti da vasellami di ceramica che costituivano il banchetto e venivano posizionati sul lato destro della salma, sul lato sinistro invece venivano posizionati due spiedi di ferro e un candelabro.

### Tomba della Biga

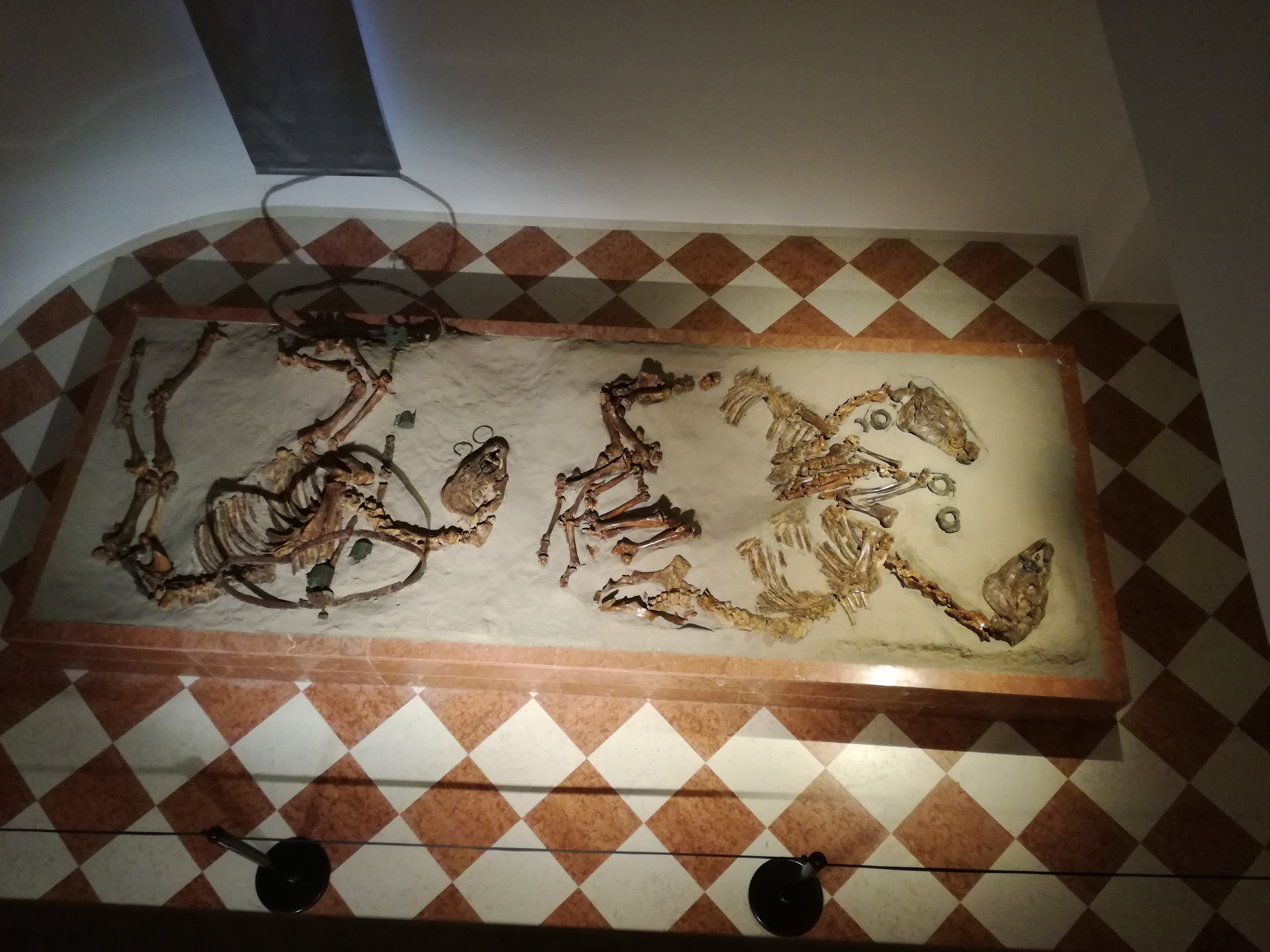
La tomba della Biga vista dall'alto

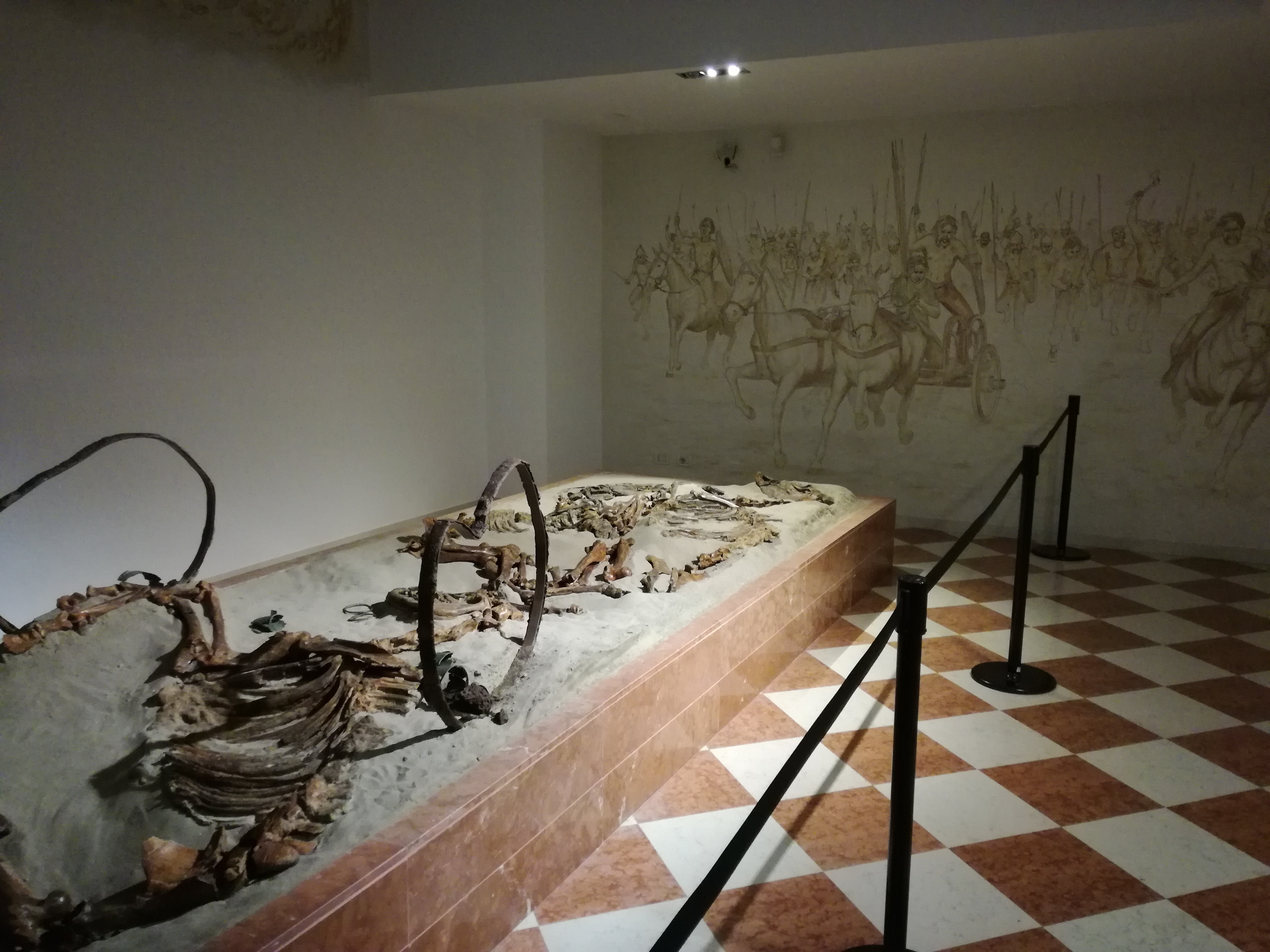
La tomba della Biga vista dal basso.

La scoperta di questo complesso archeologico è avvenuta nel corso degli scavi per la nuova inalveazione del Canalbianco, realizzata a sud della città di Adria alla fine degli anni Trenta del Novecento. Gli scavi hanno portato alla scoperta di 396 tombe di epoca etrusca e romana, pertinenti alla grande necropoli meridionale dell'antica Adria. Il 25 maggio 1938 è stata portata alla luce la tomba 155, la sepoltura di tre cavalli corredati dai resti di un carro a due ruote. 
L'insieme, orientato nord-sud, era articolato in due sottoinsiemi: il primo costituito dagli scheletri di due cavalli, appoggiati sui fianchi in posizione contrapposta e bardati da morsi di ferro e da tre grandi anelli di briglie di bronzo con anima deperibile; il secondo dallo scheletro di un cavallo bardato con morsi di bronzo, coricato sul fianco destro e con le zampe distese sopra l'assale di ferro del carro, di cui si conservano solo i cerchioni di ferro delle due ruote e i relativi coprimozzi di bronzo. La Tomba della Biga, a causa delle precarie condizioni di conservazione, è stata divisa in due blocchi foderati da una camicia esterna di cemento e rinforzati nella parte inferiore da travetti del medesimo materiale. I due blocchi sono stati portati presso palazzo Cordella, l'allora sede del Museo Civico, dove sono rimasti fino al 1961, quando sono stati trasferiti nella sede attuale. Nei decenni ha subito pochi interventi conservativi ed alcuni si sono rivelati dannosi per l'uso di materiali oggi inammissibili: le ossa equine sono state consolidate con gommalacca che con il tempo si è scurita trattenendo polvere e sporco, mentre i cerchioni sono stati ricoperti da uno strato di cemento che ne ha compromesso la stabilità e l'integrità. 

Il lavoro di restauro recente, reso possibile grazie alla Fondazione Cassa di Risparmio di Padova e Rovigo, ha comportato la documentazione dello stato di fatto della tomba, il consolidamento preventivo e lo smontaggio di ossa e parti metalliche, lo scavo integrale del sedimento originario.

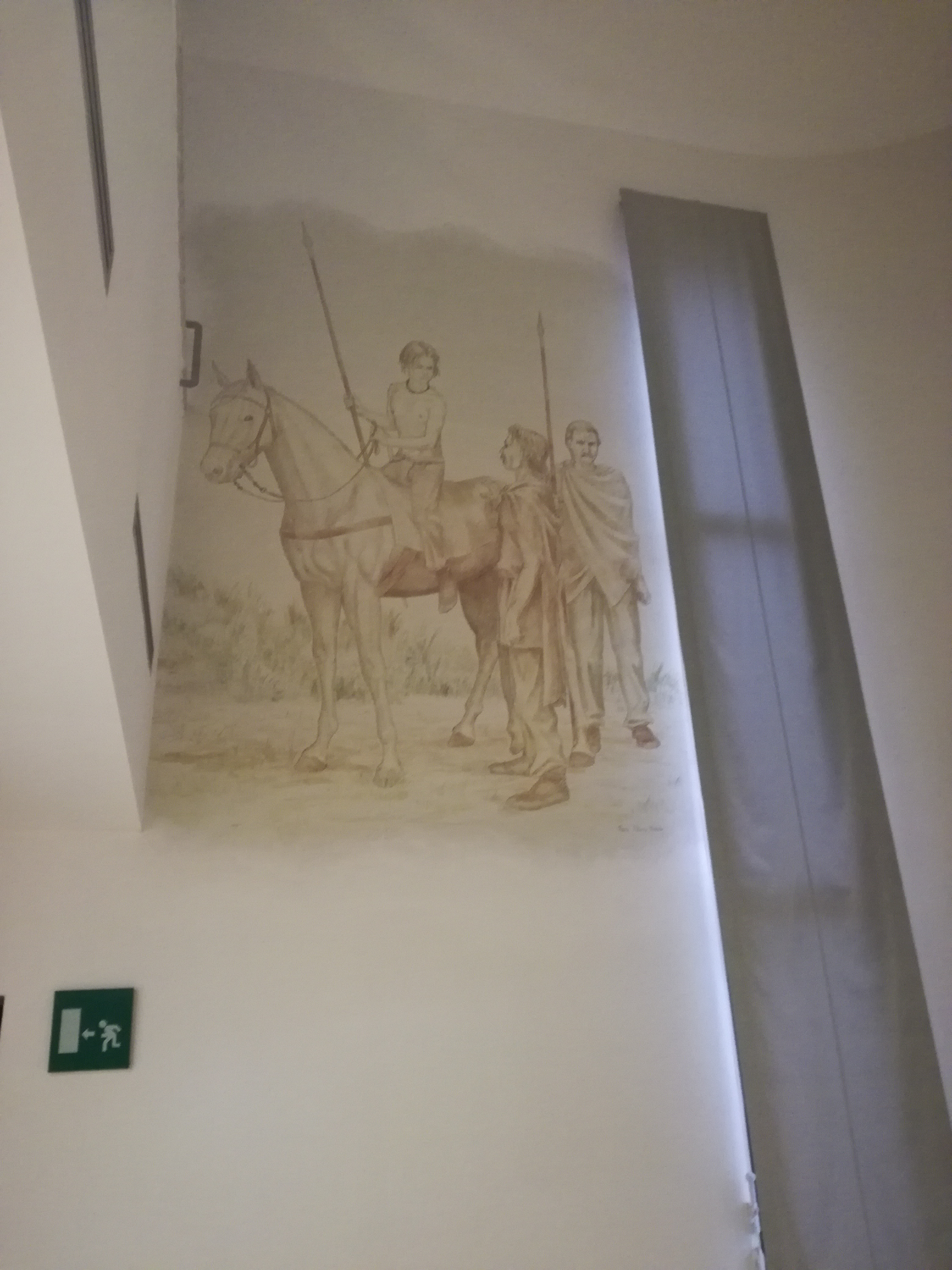
Illustrazione a parete con l'ipotetico proprietario del cavallo da corsa collocato tra le ruote del carro.

Il corpo di fabbrica realizzato per ospitare la Biga ha previsto un nuovo invaso finalizzato ad accogliere la tomba restaurata. La vasca, rivestita di marmo rosso di Verona, è stata riempita per metà di argilla espansa, sulla quale è stata appoggiata la controforma in resina poliestere ricavata dal calco del complesso originario, ciò ha reso possibile il riposizionamento di tutti gli elementi secondo la disposizione originale. Sono stati eseguiti due nuovi supporti metallici per i fragili cerchioni, che sono stati fissati nella piattaforma di resina poliestere. Già all'epoca del rinvenimento si è cercato di risalire al destinatario del sacrificio funebre, riuscendo solamente a constatare tracce di manomissione attribuibili al saccheggio della sepoltura. 

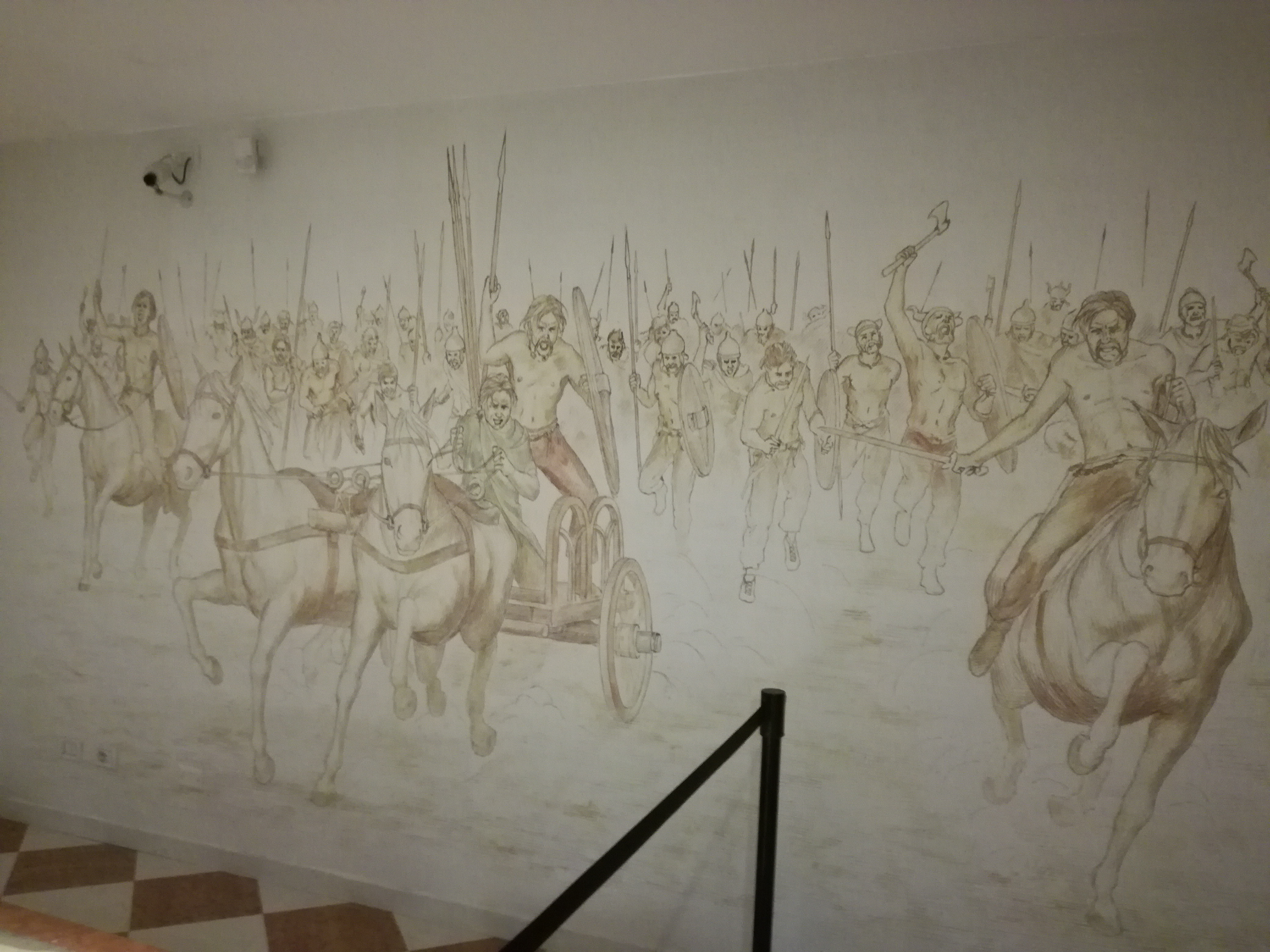
Illustrazione a parete che rievoca l'utilizzo del carro da guerra.

Successivamente si è pensato di collegare la tomba dei cavalli alla 311, rinvenuta il 13 ottobre 1938, caratterizzata da elementi propri denotanti la ricchezza del defunto. L'ipotesi resta tuttavia confutata dalla notevole distanza che separava le due sepolture. Dall'esame del giornale di scavo della necropoli, redatto dall'architetto Scarpari con la collaborazione degli assistenti Longo e Nicolussi, risulta che la tomba più vicina a quella dei cavalli era la modesta inumazione di un fanciullo, identificabile come tale per la presenza di conchiglie della specie Glycymeris glycymeris, caratterizzata dalla presenza di un torques a nodi di doppio filo di bronzo ritorto di tradizione celtica. In occasione del recente restauro si è sperato di ricavare nuovi indizi, giungendo a formulare l'ipotesi che il defunto potesse trovarsi sotto il carro. Dallo scavo del sedimento sono state recuperate, invece, solo poche parti della bardatura di ferro dei cavalli accoppiati e una punta di lancia di foggia celtica. L'arma rinvenuta conferma che il carro sia un carro da guerra e che la sepoltura sia da attribuire ad un giovane guerriero di stirpe aristocratica, forse di cultura celtica ma inserito nella società etrusca di allora. La Tomba della Biga, in effetti, comprende elementi caratteristici di due civiltà differenti: le sepolture dei cavalli rimanda a quella veneta, il carro a quella celtica. Le bardature, databili alla prima metà del III secolo a.C., avevano all'epoca una vasta diffusione nell'area illirico-dalmatica ma sulla base della documentazione archeologica si può affermare che erano presenti anche ad Altino, a Feltre e nel territorio veronese. Le bardature erano studiate per consentire un rapido ed efficace controllo della cavalcatura, aspetto necessario in battaglie in cui la cavalleria aveva un ruolo determinante. Lo studio paleozoologico dei cavalli ha portato alla scoperta di nuovi dati: la coppia di animali è risultata composta da un giovane maschio e una giovane femmina di pregiata razza veneta. Il cavallo adagiato sul carro si è scoperto essere uno stallone di 7-8 anni di età e di dimensioni eccezionalmente grandi. Le sue proporzioni indicano l'appartenenza a una razza orientale pregiatissima che aveva le sue origini nella zona dell'Altaj tra Russia e Kazakistan.

### Sezione romana: reperti in vetro

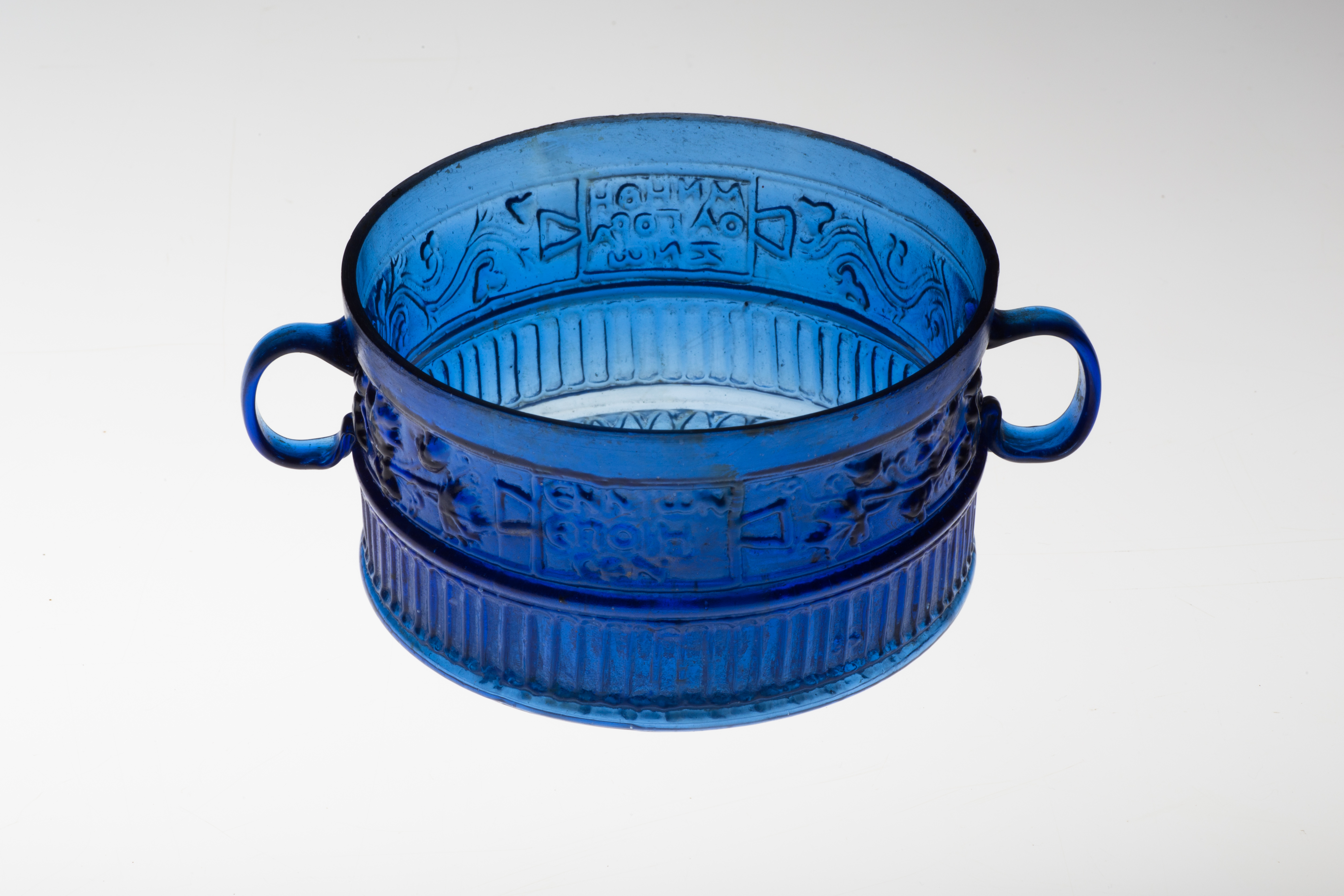
Una delle due coppe in vetro che recano la firma di Ennione.

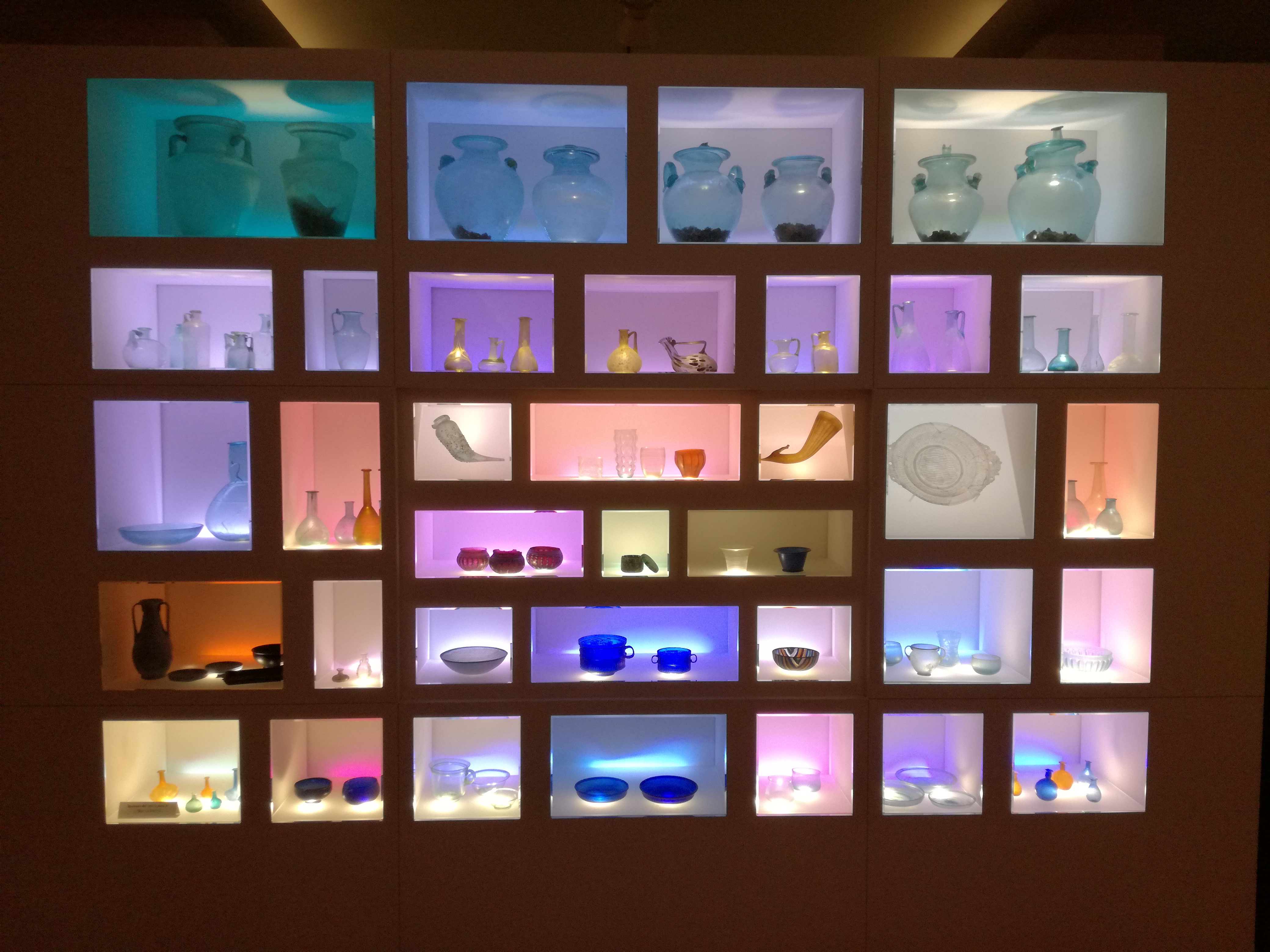
La grande vetrina tipologica dei vetri romani.

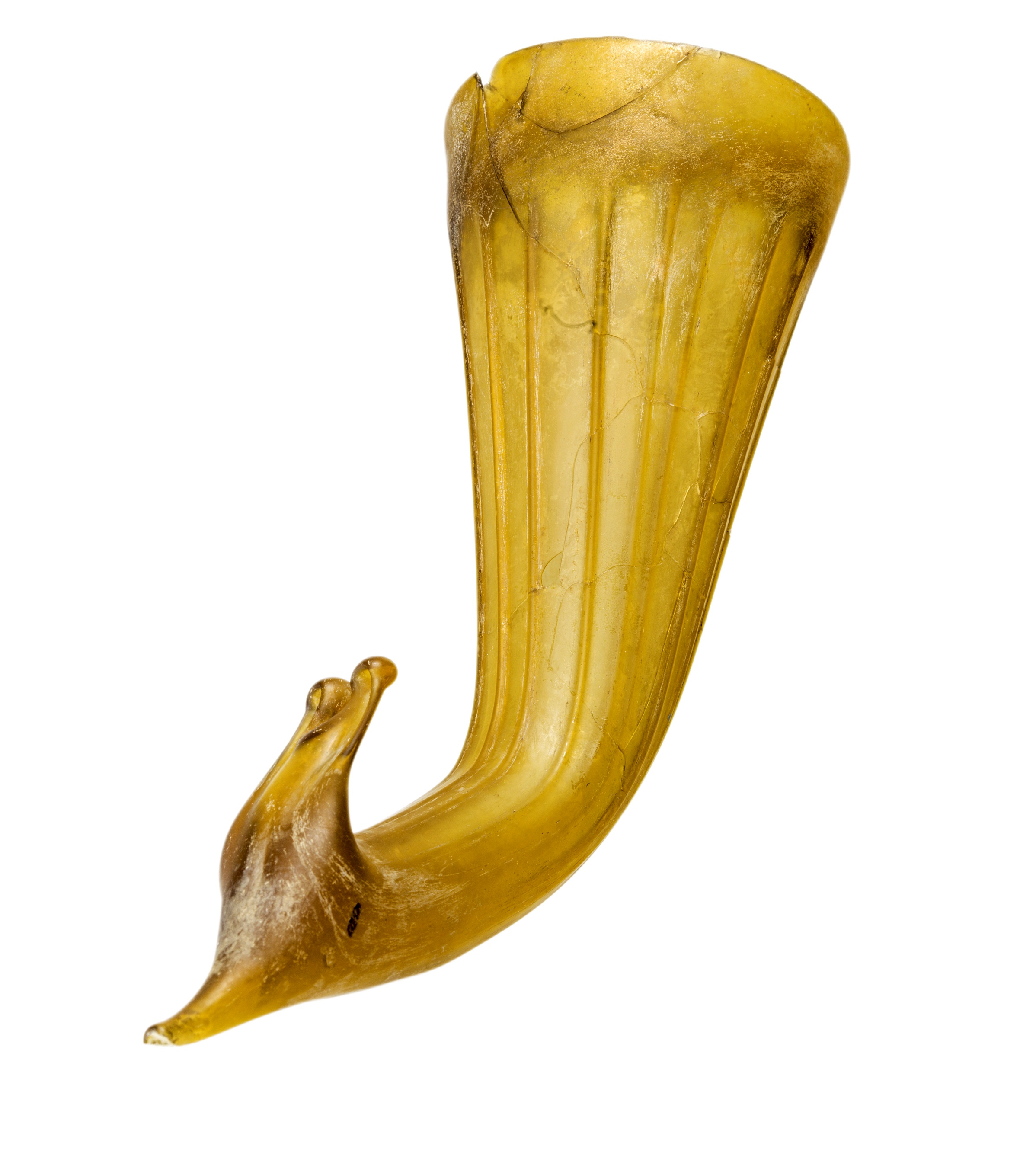
Corno potorio in vetro.

Il cuore della sezione romana è rappresentato dalla vetrina in cui sono esposti reperti di vetro collocabili cronologicamente tra la fine del I secolo a.C e l'inizio del I secolo d.C.Tra gli oggetti più pregiati spiccano le olle in vetro soffiato verde-azzurro, utilizzate come ossario in sepolture ad incinerazione, ed i balsamari in vetro soffiato policromo destinati a contenere liquidi, balsami e profumi per la cura dei defunti. Vengono esibiti anche dei corni potori, vasi cerimoniali spesso a testa di animale, di cui è possibile vedere un esemplare a testa di lumaca in vetro giallo. Le coppe a stampo in vetro blu sono attribuibili a Ennione, un vasaio di origine orientale che si firmò con un'iscrizione greca. Le coppe in vetro murrino, con vetri a canne o con la tecnica del reticolo esposte ricordano la tradizione veneziana. Particolarmente rari sono i vetri opachi celesti e neri ed il piatto in vetro incolore decorato ad intaglio.

### Lapidario romano

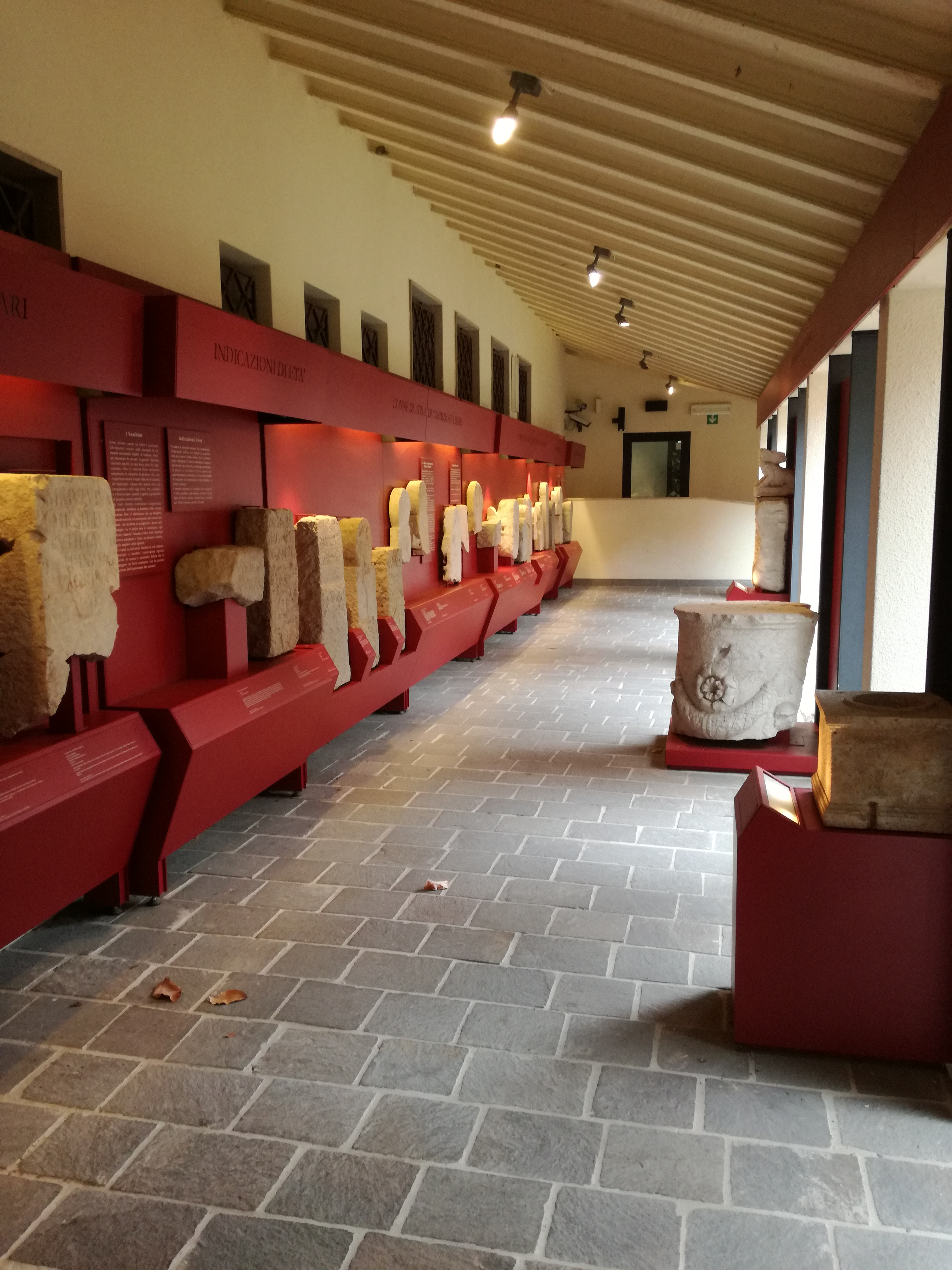
Il braccio ovest del lapidario romano.

Il lapidario romano è situato nel chiostro interno di 181 m² , accessibile anche ai visitatori diversamente abili grazie ad un sistema di rampe. Complessivamente l'allestimento interessa 82 reperti archeologici di cui 69 stele funerarie e 13 pezzi architettonici o piccoli monumenti funerari, suddivisi in 16 espositori collocati lungo le pareti del portico e 14 espositori posti tra gli intercolumni. L'esposizione comprende la gran parte del patrimonio epigrafico restituito dal sottosuolo di Adria dal XVII secolo ad oggi; sono stati evitati solo i frammenti troppo piccoli per essere comprensibili. Il Miliare del console Publio Popilio Lenate, il più importante monumento epigrafico di Adria, è stato collocato nella sala della romanizzazione. L'obbiettivo principale del nuovo allestimento del lapidario è stato quello di rendere facilmente comprensibili al pubblico reperti archeologici normalmente poco apprezzati e considerati come le lapidi iscritte. Il museo ha quindi scelto di organizzare l'esposizione secondo temi come la vita religiosa e civile della città, impiegando i singoli reperti come documenti illustrativi. Sono stati messi in luce gli elementi più interessanti, tra cui il ruolo indipendente delle donne, l'importante presenza di schiavi liberati e le unioni tra individui di diversa condizione giuridica. Ogni reperto è illustrato da una sua didascalia, composta dalla trascrizione del latino, la traduzione in italiano, un breve commento esplicativo, la datazione ed il luogo di ritrovamento. Per gli specialisti, è stato aggiunto anche un riferimento bibliografico ai principali repertori epigrafici.

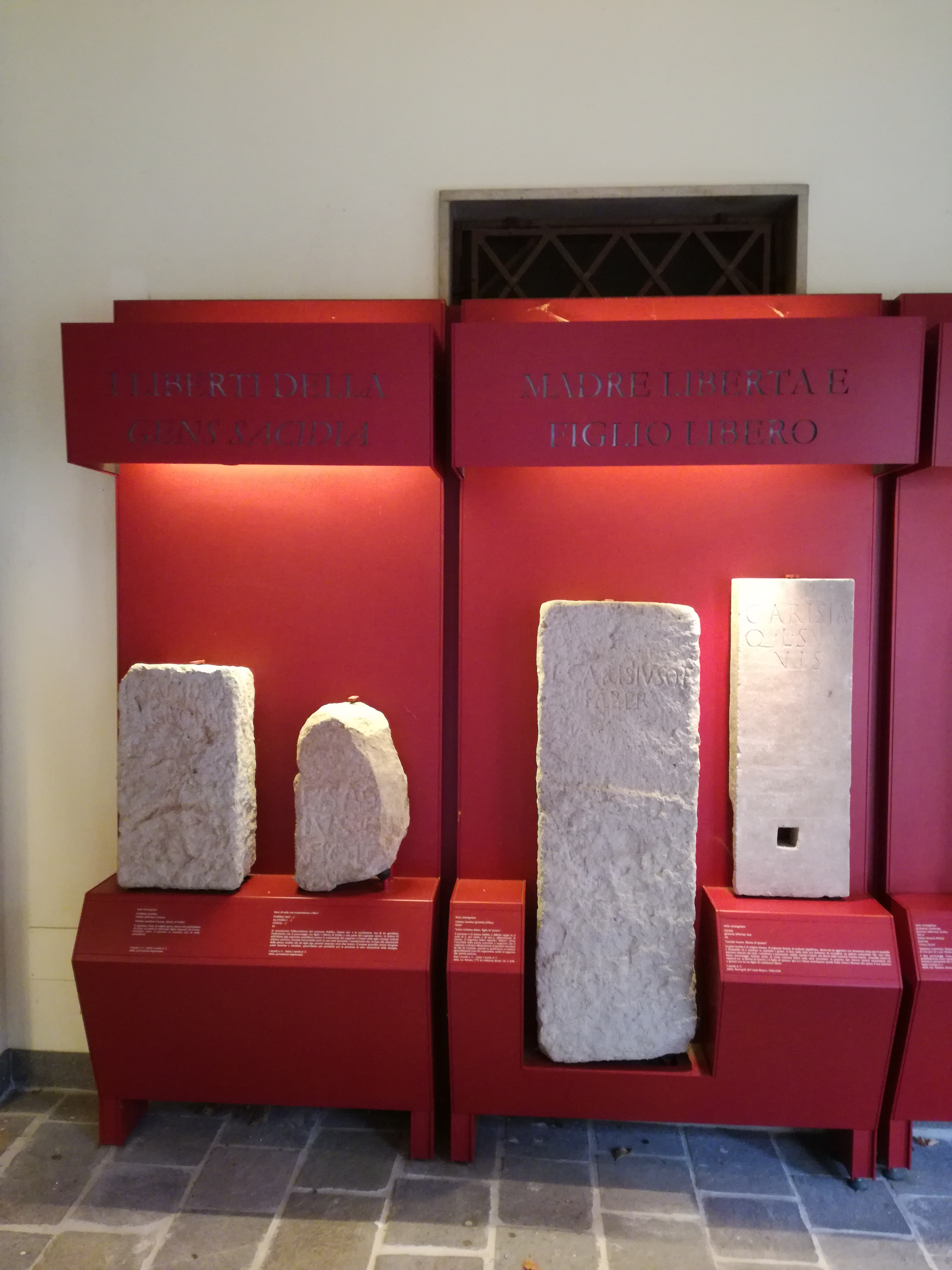
Alcuni reperti esposti nel lapidario del Museo.

La visita inizia con il braccio nord, dove il sarcofago marmoreo di Terentia Capitolina fronteggia una selezione tipologica di stele funerarie. Il braccio est presenta una piccola sezione finalizzata ad illustrare modi e usi scrittorii documentati nelle epigrafi adriesi, seguita dalla parte relativa alle iscrizioni che documentano le istituzioni ed i culti dell'antico municipio di Atria. Nel braccio ovest è esposta la sezione dedicata all'illustrazione della società adriese tra I secolo a.C e I secolo d.C., con particolari riferimenti al ruolo degli uomini e delle donne, ai rapporti familiari e alla situazione dell'infanzia. Nel braccio sud, infine, si affronta il tema della condizione giuridica degli antichi abitanti e della posizione sociale degli schiavi liberati, ovvero i liberti, e degli schiavi. Il quadro sociale e la materia prima delle lapidi suggerisce l'esistenza di una componente “borghese”. Infatti il marmo è quasi del tutto assente, mentre predominano la trachite, la pietra dei Colli Berici e i compatti calcari dell'area giuliano-istriana. Le iscrizioni appartengono al I secolo a.C e al I secolo d.C., erano esposte al pubblico per aiutare l'alfabetizzazione per questo sono forme semplici e hanno contenuti ridotti agli elementi essenziali. Le stele hanno generalmente forme modeste e comuni, fa eccezione la stele a disco, fra i monumenti funerari romani più antichi, unica presenza nell'Italia settentrionale.

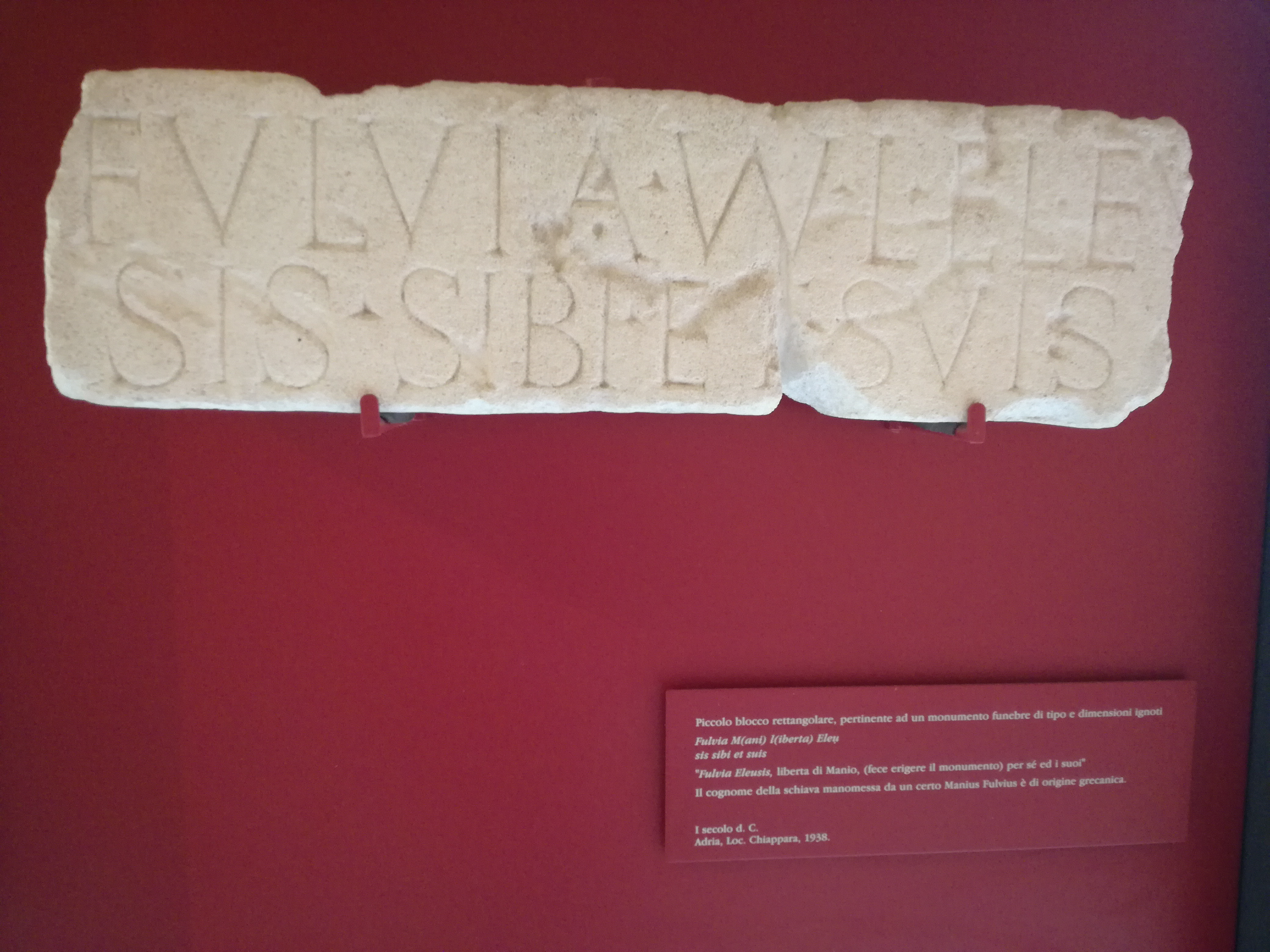
Blocco pertinente ad un monumento funebre ubicato nel lapidario romano.

La scrittura su pietra, detta “capitale”, doveva risultare ben visibile e poteva variare a seconda delle epoche, dei relativi usi e del tipo di pietra utilizzato. Fra una parola e l'altra era consuetudine inserire un punto, che poteva avere diverse forme, di separazione detto “interpunzione”. Da alcune iscrizioni si evince la presenza del municipium ad Adria tra il 49 e il 42 a.C. . Viene menzionato l'ordo decurionum (consiglio comunale) e i quattuorviri quinquennales (magistrati supremi). Diverse iscrizioni ricordano la presenza di collegia, cioè qualsiasi associazioni di persone accomunate dalle medesime funzioni, dal medesimo culto o dalla medesima professione. Pochissime sono le informazioni sui culti della città. Si ipotizza che a Nettuno fosse dedicato un tempio e si ricordano le iscrizioni votive a Cerere, Libero Padre e ad Ercole. Su molte iscrizioni è assente il cognome, tale assenza consente di datare i monumenti al più tardi, poiché il cognome divenne in uso comune solo dopo il 70 d.C. . La citazione del nome di un cittadino maschio seguiva regole precise e comprendeva cinque elementi: il praenomen, il gentilizio o nomen, la filiazione, la tribus e il cognomen. Dai monumenti funerari adriensi emerge una presenza femminile consistente, particolarità non comune tra le iscrizioni romane. La titolatura di una donna libera non comprendeva mai il praenomen, cioè il nome proprio individuale, ma si limitava al solo gentilizio del padre al femminile seguito dalla filiazione e dal cognome. Sui monumenti funerari veniva raramente indicata l'età, questo succedeva solo se l'età era molto avanzata o molto precoce. Nelle necropoli di Adria è infrequente trovare monumenti funebri di bambini, poiché venivano sepolti in una buca priva di segni esteriori. Questo perché non ricoprivano ancoro il ruolo di cittadini del municipio.
Le conoscenze sulla configurazione sociale delle città in epoca romana derivano esclusivamente da dati epigrafici. Da queste analisi si rileva che numerose erano le persone libere, mentre era inferiore il numero dei liberti dichiarati. Gli schiavi sono poco dichiarati poiché non possedevano beni propri. Si può supporre che nell'epoca più florida di Adria la maggior parte dei cittadini godesse di discrete condizioni economiche. Quando uno schiavo veniva liberato e diventava così un liberto assumeva il praenomen e il gentilizio del padrone. Esso anche dopo la liberazione continuava a restare legato al proprio patrono di cui diveniva cliente. Gli schiavi avevano un solo nome, che solitamente tradiva il loro luogo di origine. Accanto ad esso nelle indicazioni sepolcrali era indicato il nome del padrone al caso genitivo, per indicare che il defunto era "servo di...".